# Noragugume
Noragugume es una localidad italiana de la provincia de Nuoro, región de Cerdeña, con 353 habitantes.

## Evolución demográfica
| Gráfica de evolución demográfica de Noragugume entre 1861 y 2001 |
|                                                                  |
| Fuente ISTAT - elaboración gráfica de Wikipedia                  |